# Morondo (Costa d'Avorio)
Morondo è una città e sottoprefettura della Costa d'Avorio appartenente al dipartimento di Kani. Conta una popolazione di 15 753 abitanti (censimento 2014).